# Korona (województwo lubelskie)
Korona – wieś w Polsce położona w województwie lubelskim, w powiecie parczewskim, w gminie Dębowa Kłoda. Leży nad rzeką Piwonią, stanowi sołectwo gminy Dębowa Kłoda.
W latach 1975–1998 miejscowość administracyjnie należała do województwa bialskopodlaskiego.
Wieś stanowi sołectwo w gminie Dębowa Kłoda. Według Narodowego Spisu Powszechnego z roku 2011 wieś liczyła 83 mieszkańców.
Wierni Kościoła rzymskokatolickiego należą do parafii św. Jana Chrzciciela w Parczewie.

## Historia
Według opisu Słownika geograficznego Królestwa Polskiego rzeka Piwonia dzieli Chmielów na część północną która się zowie „Koroną”, i na część południową zwaną „Litwą” według podania rzeczka ta stanowiła tu granicę Korony oraz Litwy, a za dowód tego służyć mają znajdywane w niej duże kamienie, jakoby graniczne.